# 株洲市职工大学
27°49′55″N 113°10′01″E / 27.831904°N 113.167033°E
株洲市职工大学（又名：湖南省株洲市工业中等专业学校）位于湖南省株洲市荷塘区石宋大道1059号，为株洲市成人大学和职业中专。

## 学校院系
株洲市职工大学开设了4大类，16个系。
- 类：工艺美术、信息技术、商务旅游、机电。[1]
- 系：电子技术应用、电算会计、服装设计、工艺、工艺美术[1]

## 对外合作
株洲市职工大学和北大青鸟、北京游戏动漫学院等学校学建立了合作关系。

## 奖项
株洲市职工大学先后荣获“湖南省中专高校教学优秀单位”、“省计算机高新技术考试先进单位”、“省德育工作先进学校”、“省文明安全校园”、“省职业教育与成人教育先进单位”、“省依法治校示范性学校”、“省职业技能鉴定先进单位”、“省学生管理工作先进单位”、“省后勤服务社会化先进单位”等荣誉奖项。